# La Casa Encendida
La Casa Encesa és un centre cultural i social situat a la ciutat de Madrid, en la Ronda de València, 2, pertanyent a la Fundació Montemadrid, que va iniciar les seves activitats al desembre de 2002. Es realitzen exposicions d'art contemporani, cursos i tallers de temes com el medi ambient i la solidaritat. La programació cultural ofereix arts escèniques, cinema, exposicions i altres manifestacions de la creació contemporània. Va néixer com un lloc on donar suport a joves artistes.

## L'edifici
La Casa Encesa va ser dissenyada per l'arquitecte Fernando Arbós y Tremanti. La primera pedra es va col·locar l'1 de maig de 1911, i en els seus primers anys l'edifici va allotjar les oficines d'una entitat bancària, per la qual cosa es va conèixer popularment, primer com «La Muntanya», i després com a «Casa de préstecs».

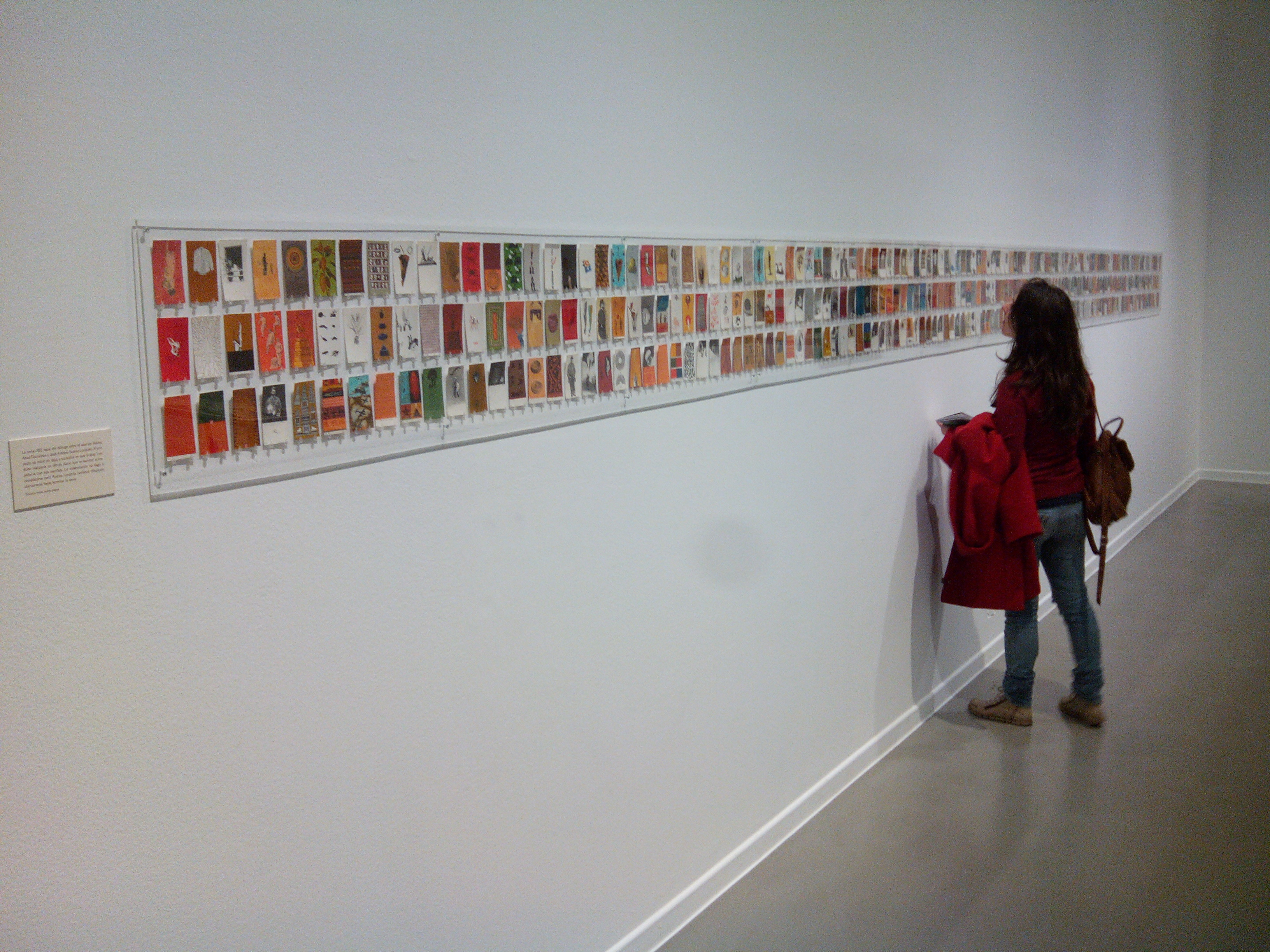
Sala d'exposicions A.

És un edifici organitzat entorn d'un pati central. Les seves façanes estan construïdes amb la combinació de dos materials: el maó vist i el granit, la qual cosa va ser un estil nou comparat amb altres edificis bancaris d'aquesta època. La façana principal de l'edifici és simètrica.
El nom «La Casa Encendida» està pres del llibre homònim del poeta granadí Luis Rosales. El propietari del centre cultural, Caja Madrid, va haver d'obtenir en el seu moment el permís dels seus hereus per a poder usar-lo.